# Монжюстен
Монжюсте́н (фр. Montjustin, окс. Montjustin) — коммуна во Франции, находится в регионе Прованс — Альпы — Лазурный Берег. Департамент коммуны — Альпы Верхнего Прованса. Входит в состав кантона Рейан. Округ коммуны — Форкалькье.
Код INSEE коммуны — 04129.

## Население
Население коммуны на 2008 год составляло 50 человек.
| 1962 | 1968 | 1975 | 1982 | 1990 | 1999 | 2008 |
| ---- | ---- | ---- | ---- | ---- | ---- | ---- |
| 51   | 46   | 45   | 47   | 54   | 60   | 50   |

## Климат
Климат средиземноморский. Лето жаркое и сухое, зимой прохладно, часто бывают заморозки. Монжюстен не имеет своей метеостанции, ближайшая находится в Пьервере.
| Показатель                           | Янв. | Фев. | Март | Апр. | Май  | Июнь | Июль | Авг. | Сен. | Окт. | Нояб. | Дек. | Год  |
| ------------------------------------ | ---- | ---- | ---- | ---- | ---- | ---- | ---- | ---- | ---- | ---- | ----- | ---- | ---- |
| Средний суточный максимум, °C        | 9    | 11,1 | 14,8 | 17,1 | 21,8 | 26,1 | 29,7 | 29,5 | 24,8 | 19,2 | 13,3  | 9,7  | 18,1 |
| Средняя температура, °C              | 4,3  | 5,2  | 7,2  | 10,0 | 14,3 | 17,7 | 21,4 | 21,0 | 17,1 | 12,5 | 7,5   | 5,1  | 12   |
| Средний суточный минимум, °C         | −0,0 | 0,6  | 2,8  | 5,3  | 9,0  | 13,1 | 15   | 15,1 | 11,6 | 7,9  | 3,3   | 0,5  | 6,9  |
| Норма осадков, мм                    | 47   | 34   | 34   | 44   | 40   | 28   | 21   | 33   | 46   | 54   | 73    | 61   | 515  |
| Источник: Relevé météo de Pierrevert |      |      |      |      |      |      |      |      |      |      |       |      |      |

## Экономика
В 2007 году среди 31 человек в трудоспособном возрасте (15—64 лет) 22 были экономически активными, 9 — неактивными (показатель активности — 71,0 %, в 1999 году было 67,5 %). Из 22 активных работали 20 человек (10 мужчин и 10 женщин), безработными были 2 мужчин. Среди 9 неактивных 1 человек был учеником или студентом, 2 — пенсионерами, 6 были неактивными по другим причинам.

## Достопримечательности
- Приходская церковь Нотр-Дам-де-Неж
- Бывшая часовня Сен-Морис

## Фотогалерея
- Монжюстен
- Мэрия
- Церковь